# Балахта
Балахта (рос. Балахта) — селище міського типу (робітниче селище), адміністративний центр Балахтинського району Красноярського краю Росії.
Також є адміністративним центром муніципального утворення (міського поселення) «Селище Балахта» .

## Географія
Розташоване на річці Чулим, за 124 км на схід від залізничної станції Ужур (на лінії Ачинськ - Абакан). Відстань від Балахти до крайового центру (міста Красноярська) - 180 кілометрів.

## Історія
Населений пункт заснований у 1735 році. Статус селища міського типу - з 1961 року.

## Населення
Населення - 6490 осіб.

## Інфраструктура
Селянські та фермерські господарства, підприємства автомобільного транспорту, лісового господарства, машинно-меліоративна станція.